# 安德烈亚·维维亚诺
安德烈亚·维维亚诺（義大利語：Andrea Viviano，1904年6月22日—1962年12月5日），意大利男子足球运动员，司职后卫。他曾代表意大利参加1928年夏季奥林匹克运动会足球比赛，获得一枚铜牌。